# Форт Вошингтон (Калифорнија)
Форт Вошингтон (енгл. Fort Washington) насељено је место без административног статуса у америчкој савезној држави Калифорнија.

## Демографија
По попису из 2010. године број становника је 233.
| Група             | 2000.    | 2010.       |
| Белци             | 0 (0,0%) | 192 (82,4%) |
| Афроамериканци    | 0 (0,0%) | 4 (1,7%)    |
| Азијати           | 0 (0,0%) | 7 (3,0%)    |
| Хиспаноамериканци | 0 (0,0%) | 26 (11,2%)  |
| Укупно            | 0        | 233         |